# IC 1790
IC 1790 је спирална галаксија у сазвјежђу Ован која се налази на листи објеката дубоког неба у Индекс каталогу.
Деклинација објекта је + 12° 30' 33" а ректасцензија 2h 17m 37,9s. Привидна величина (магнитуда) објекта IC 1790 износи 14,9 а фотографска магнитуда 15,6. IC 1790 је још познат и под ознакама UGC 1762, MCG 2-6-55, CGCG 438-50, KCPG 63A, PGC 8752.